# Ехет
Ехет (грч. Ἔχετος) је у грчкој митологији био краљ Епира.

## Митологија
Био је син Евхенора и Флогеје. Имао је кћерку Метопу или Амфису, коју је казнио, односно ослепео јер је изгубила невиност са својим љубавником Ехмодиком. Био је познат по својој суровости и њему су слали преступнике које је мучио, јер је поседовао разноврсне справе за мучење. Одсецао им је делове тела и бацао својим псима. Коначно и самог себе је прождрао или су га каменовали његови поданици.

## У уметности
Ехет је поменут у Хомеровој „Одисеји“ у 18. књизи и описан као „уништитељ свих смртника“. Према неким изворима, овај мит је имао функцију да заплаши непослушну децу или је Ехет био једноставно негативац у бајкама. Постоје мишљења да је он заиста постојао у Хомерово време, да је био поремећен и вероватно канибал, али такве теорије нису доказане.